# 針原町
針原町（はりはらちょう）は、愛知県瀬戸市東名連区の町名。丁番を持たない単独町名である。

## 地理
- 瀬戸市の東部に位置する[8]。西を馬ケ城町、北を鳥原町、東を岩屋町、南を長谷口町・窯元町と隣接している[8]。
- 戦後、市内の工場労働者を県外から求めるために、針原雇用促進住宅（現・ビレッジハウス針原）が建設された[8]が、それまでは山林地帯であった[9]。

### 河川
- 針原川（観音川支流） ： 町の西部を南流している。

### 池沼
- 針原池 ： 町の北西部にある。

### 学区
市立小・中学校に通う場合、学区は以下の通りとなる。また、公立高等学校普通科に通う場合の学区は以下の通りとなる。
| 番・番地等 | 小学校                 | 中学校                 | 高等学校 |
| ---------- | ---------------------- | ---------------------- | -------- |
| 全域       | 瀬戸市立にじの丘小学校 | 瀬戸市立にじの丘中学校 | 尾張学区 |

## 歴史

### 町名の由来
町名設定の際、赤津村字針原の字名を採って針原町にしたと推察される。

### 沿革
- 1943年（昭和18年）8月9日 - 瀬戸市大字赤津字針原の全域により、同市針原町として成立[2]。

## 世帯数と人口
2025年（令和7年）2月1日現在の世帯数と人口は以下の通りである。
| 町丁   | 世帯数 | 人口 |
| ------ | ------ | ---- |
| 針原町 | 64世帯 | 97人 |

### 人口の変遷
国勢調査による人口の推移
| 1995年（平成7年）  | 102人 | [ 12 ] |  |
| 2000年（平成12年） | 110人 | [ 13 ] |  |
| 2005年（平成17年） | 113人 | [ 14 ] |  |
| 2010年（平成22年） | 96人  | [ 15 ] |  |
| 2015年（平成27年） | 73人  | [ 16 ] |  |
| 2020年（令和2年）  | 85人  | [ 17 ] |  |

### 世帯数の変遷
国勢調査による世帯数の推移。
| 1995年（平成7年）  | 33世帯 | [ 12 ] |  |
| 2000年（平成12年） | 37世帯 | [ 13 ] |  |
| 2005年（平成17年） | 42世帯 | [ 14 ] |  |
| 2010年（平成22年） | 35世帯 | [ 15 ] |  |
| 2015年（平成27年） | 28世帯 | [ 16 ] |  |
| 2020年（令和2年）  | 41世帯 | [ 17 ] |  |

## 交通

### 鉄道
町内に鉄道は走っていない。最寄り駅は名鉄瀬戸線尾張瀬戸駅になる。

### バス
瀬戸市コミュニティバス「岩屋堂線」
- 道の駅しなの - しなのバスセンター - 岩屋堂 系統が走っているが、町内にバス停はない。最寄りのバス停は、二又池北バス停になる。

※町内は走っていないが、名鉄バス「本地ヶ原線」【10】系統、同「東山線」【11】【12】系統の大松バス停・八王子バス停も最寄りのバス停である。

### 道路
- 東海環状自動車道 ： 町の西部を南北に通っている[注釈 1]。
- 愛知県道22号瀬戸環状線[8] ： 町の西端、馬ケ城町との町境付近を南北に通っている。

## 施設
- ビレッジハウス針原 ： 元・針原雇用促進住宅[8]。1967年5月建築。2号棟からなる[18]。

- ビレッジハウス針原

## その他

### 日本郵便
- 郵便番号 : 489-0011[6]（集配局：瀬戸郵便局[19]）。